# زیردریایی روبیس (۱۹۳۱)
زیردریایی روبیس (۱۹۳۱) (به انگلیسی: French submarine Rubis (1931)) یک زیردریایی بود که طول آن ۶۵٫۹ متر (۲۱۶ فوت) بود. این زیردریایی  در سال ۱۹۳۱ ساخته شد.